# Fanny Salvini Donatelli
Fanny Salvini-Donatelli, nata Francesca Lucchi (Firenze, 1815 – Milano, 1891), è stata un soprano italiano, nota per aver sostenuto il ruolo di Violetta nella prima assoluta de La traviata di Giuseppe Verdi. Fu la seconda moglie di Giuseppe Salvini e la matrigna di suo figlio Tommaso; entrambi furono attori di teatro e appartengono a una famiglia che diede diversi altri nomi alla notorietà artistica.

## Biografia
Nata in una famiglia agiata, divenne attrice di teatro forse per necessità economiche a seguito della morte del padre. Nel 1831 sposò Giuseppe Salvini, al quale da poco era morta la prima moglie.
Vuole un aneddoto che, avendo avuto assai grande successo in una parte drammatica in cui doveva cantare, iniziasse a studiare canto; debuttò nel 1839 nel ruolo di Rosina ne Il barbiere di Siviglia al Teatro Apollo di Venezia. Nel 1842 fu scritturata al Teatro Imperiale di Vienna, e su consiglio di Donizetti completò gli studi musicali. Debuttò a Vienna in un Nabucco diretto da Verdi, nel 1843.
Lasciato Salvini nel 1842, ne rimase vedova nel 1844; in seguito sposò il basso Gaetano Donatelli.
Si esibì con successo nei teatri di Verona, Cremona, Berlino, Amsterdam, Amburgo e Barcellona, ove stette due anni.
Al Teatro Ducale di Parma nel dicembre 1849 è Lady Macbeth in Macbeth (opera) e nel 1850 Linda di Chamounix, Rosina ne Il barbiere di Siviglia (Rossini), Elaisa ne Il giuramento (opera), Giselda ne I Lombardi alla prima crociata ed Elvira Valton ne I puritani.
Sempre nel 1850 al Teatro Donizetti di Bergamo con Gaetano Fraschini è Amalia ne I masnadieri (Verdi), Elvira in Ernani e Paolina in Poliuto.
Nel 1851 a Parma è Elvira in Ernani con Antonio Superchi e la protagonista in Lucrezia Borgia (opera) con Superchi ed al Teatro La Fenice di Venezia Beatrice in Bondelmonte di Giovanni Pacini con Felice Varesi.
Nel 1853 alla Fenice in gennaio è Elvira in Ernani con Lodovico Graziani e Varesi ed in febbraio Gulnara ne Il corsaro (Verdi) con Graziani e Varesi.
Si ritirò dalle scene nel 1860.

### Il debutto inTraviata
Nonostante le perplessità dovute principalmente al suo aspetto fisico e alle sue forme "morbide", ritenute non adatte a portare in scena una donna malata di tisi, fu la prima Violetta ne La traviata in scena al Teatro La Fenice di Venezia il 6 marzo 1853. Verdi espresse forti riserve nei confronti della Salvini-Donatelli, soprattutto a causa delle notizie che riceveva da Venezia sull'Ernani: «Le notizie che ricevo da Venezia, specialmente dopo l'Ernani, sono così desolanti, ch'io sono costretto dichiararle che non darò certamente la parte della Traviata alla signora Salvini». Vi era una clausola nei contratti sia di Verdi che della Salvini che imponeva il gradimento dell'autore alla scelta della primadonna, ma la lettera del compositore giunse al teatro dopo la scadenza convenuta e la cantante mantenne la parte.
La prima confermò i presagi di Verdi, che per lettera formulò agli amici giudizi come «La Traviata, ieri sera, fiasco» (ad Emanuele Muzio) e ancora «La Traviata ha fatto un fiascone e, peggio ancora, hanno riso». Di fatto, l'opera non andò così male se si considera che il botteghino, per le nove recite de La Traviata, segnò incassi medi doppi rispetto alle altre opere di quella stagione. Per quanto riguarda i cantanti, le cronache del tempo salvarono invece la sola Salvini-Donatelli dal tonfo della prima. Locatelli della Gazzetta di Venezia scrisse: «tutti i pezzi, che non furono cantati dalla Salvini Donatelli, andarono [...] a precipizio».

## Ruoli
- Bellini: 
  - Beatrice, Beatrice di Tenda
  - Elvira, I puritani
- Donizetti:
  - Lucia, Lucia di Lammermoor
  - Linda, Linda di Chamounix
  - Paolina, Poliuto
  - Lucrezia, Lucrezia Borgia
- Mercadante:
  - Elaisa, Il giuramento
- Pacini:
  - Beatrice, Bondelmonte
- Rossini:
  - Rosina, Il barbiere di Siviglia
- Verdi:
  - Abigaille, Nabucco
  - Gulnara, Il corsaro
  - Violetta, La traviata
  - Giselda, I Lombardi alla prima crociata
  - Lucrezia, I due Foscari
  - Amelia, I masnadieri
  - Lady Macbeth, Macbeth
  - Giovanna, Giovanna d'Arco
  - Elvira, Ernani